# Copa Centenario Revolución de Mayo
La Copa Centenario Revolución de Mayo fu un torneo per nazionali organizzato dall'Argentina dal 29 maggio al 12 giugno 1910, che in quell'anno celebrava il centesimo anniversario della dichiarazione di indipendenza (25 maggio 1810).
Il torneo fu la prima rassegna calcistica sudamericana cui partecipassero più di due nazionali. Fino a quel momento, infatti, le uniche competizioni nel continente latino-americano erano state la Copa Newton, la Copa Lipton e il Gran Premio de Honor Argentino, riservate alle sole nazionali di Argentina e Uruguay.
Il grande successo che ebbe la Copa Centenario Revolución de Mayo fece sì che sei anni dopo prendesse il via il Campeonato Sudamericano de Football, primo nome dell'attuale Coppa America di calcio, la più antica e tutt'oggi esistente manifestazione calcistica continentale per nazionali. Anche per questo motivo in Sudamerica la Copa Centenario è da molti ritenuta la prima vera edizione del Campeonato Sudamericano. La CONMEBOL tuttavia non ha mai riconosciuto la Copa Centenario come tale.

## Città e stadi
Due furono gli stadi che ospitarono le gare, ambedue a Buenos Aires:
| Città        | Stadio                     |
| ------------ | -------------------------- |
| Buenos Aires | Estadio Gimnasia y Esgrima |
| Buenos Aires | Estadio Colegiales         |

## Nazionali partecipanti
Le partecipanti furono le nazioni in cui era già stata fondata la federazione calcistica; in teoria anche il Paraguay avrebbe potuto partecipare, in quanto la propria federazione fu fondata nel 1906, ma la prima partita della nazionale si disputò l'11 marzo 1919. In ogni caso, nessuna nazione era iscritta alla CONMEBOL, in quanto fu fondata il 9 luglio 1916.
| N° | Nazione   | Fondazione Federazione | Note              |
| -- | --------- | ---------------------- | ----------------- |
| 1  | Argentina | 1893                   | Nazione ospitante |
| 2  | Cile      | 1895                   |                   |
| 3  | Uruguay   | 1900                   |                   |
| 4  | Paraguay  | 1906                   | Rinuncia          |

## Formula
La formula prevedeva che le tre squadre partecipanti si affrontassero in un unico girone all'italiana, la cui prima classificata avrebbe vinto il torneo. Per ogni vittoria si attribuivano 2 punti, 1 per ogni pareggio e 0 per ogni sconfitta.

## Riassunto del torneo
La competizione vide il debutto assoluto della Nazionale cilena, che fu formata dalle due federazioni allora esistenti nel Paese, la Football Association of Chile (nata nel 1895) e la Federación Sportiva Nacional (fondata nel 1909). Tra i Paesi in cui allora si praticava il calcio, il Cile era l'unico a non aver mai formato prima una rappresentativa nazionale, ed era pertanto poco conosciuto. La prima divisa della Nazionale cilena fu metà bianca e metà rossa. Le altre due Nazionali, Argentina e Uruguay, erano invece attive dal 1902 (data del loro primo incontro a livello di selezioni ufficiali).
Nel match inaugurale, il 29 maggio, l'Uruguay vinse contro il Cile: dopo cinque minuti il centravanti uruguaiano Piendibene superò Gibson, e sul finire di partita Brachi e Buck fissarono il punteggio sul 3-0 per l'Uruguay.
Anche l'Argentina, nel secondo confronto disputato il 5 giugno, non ebbe problemi contro la rappresentativa cilena. Al termine del primo tempo il punteggio era sul 3-0 per i biancocelesti, grazie al gol in apertura di Viale e alla doppietta di Hayes. Il Cile tentò di rimettersi in partita con Campbell al 50', ma Weiss e Susán chiusero la contesa sul 5-1 per l'Argentina.
Tutto si decideva una settimana dopo nel confronto diretto tra Argentina e Uruguay. Viale, Hayes e Watson Hutton portarono il risultato sul 3-0, cui l'Uruguay rispose con Piendibene al 58'. Al 64' Susán siglò il 4-1 finale, che regalò la Copa Centenario all'Argentina.

## Risultati
| Arbitro: | J. Susán |

|                                   |           |  |
| Piendibene 5’ Brachi 75’ Buck 85’ | Marcatori |  |

| Arbitro: | Peyrou |

|                                                |           |              |
| Viale 16’ Hayes 26’ 40’ Weiss 66’ M. Susán 82’ | Marcatori | 50’ Campbell |

| Arbitro: | Bergalli |

|                                                    |           |                |
| Viale 15’ Hayes 43’ Watson Hutton 50’ M. Susán 64’ | Marcatori | 58’ Piendibene |

## Classifica
| Pos. | Squadra   | Pt | G | V | N | P | GF | GS | DR |
| ---- | --------- | -- | - | - | - | - | -- | -- | -- |
| 1.   | Argentina | 4  | 2 | 2 | 0 | 0 | 9  | 2  | +7 |
| 2.   | Uruguay   | 2  | 2 | 1 | 0 | 1 | 4  | 4  | 0  |
| 3.   | Cile      | 0  | 2 | 0 | 0 | 2 | 1  | 8  | -7 |

## Classifica marcatori

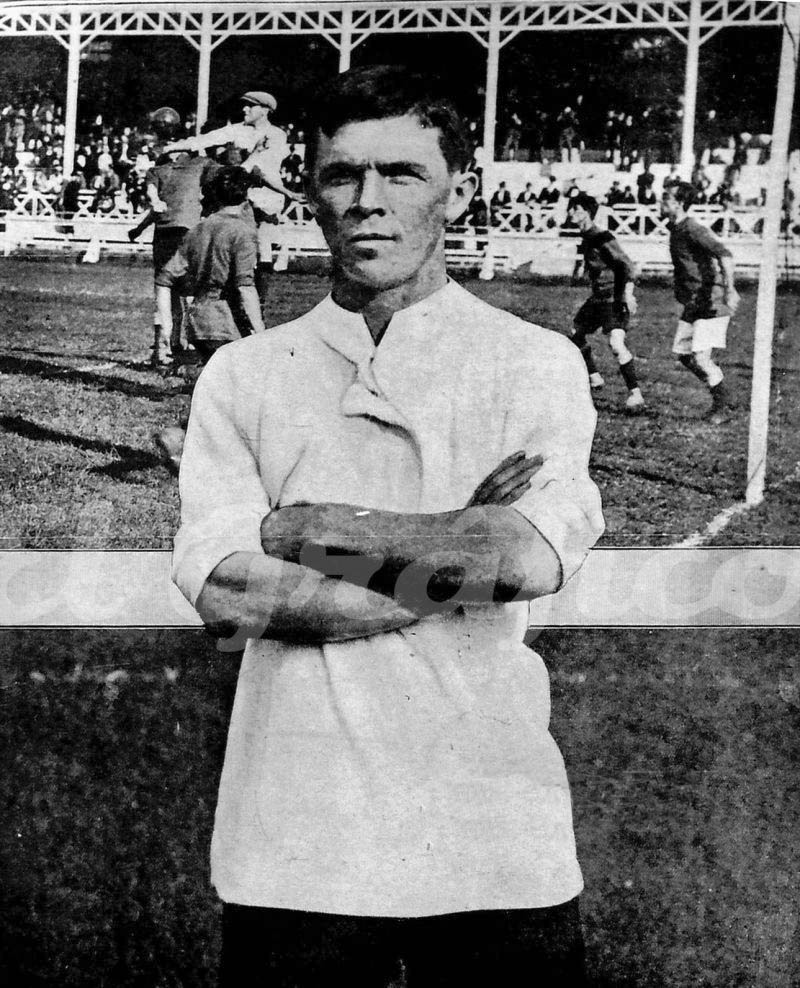
Juan Enrique "Harry" Hayes

3 goal
- Hayes.

2 goal
- Susán;
- Viale;
- Piendibene.

1 goal
- Watson Hutton;
- Weiss;
- Campbell;
- Brachi;
- Buck.

## Arbitri
- José Susán
- Armando Bergalli
- León Peyrou